# Catops fuliginosus
Catops fuliginosus är en skalbaggsart som beskrevs av Wilhelm Ferdinand Erichson 1837. Catops fuliginosus ingår i släktet Catops, och familjen mycelbaggar. Enligt den finländska rödlistan är arten nära hotad i Finland. Arten är reproducerande i Sverige. Artens livsmiljö är lundskogar.